# گوستاف بلومگرن
گوستاف بلومگرن (انگلیسی: Gustaf Blomgren؛ ۲۴ دسامبر ۱۸۸۷ – ۲۵ ژوئیه ۱۹۵۶ (aged 68)) ورزشکار شیرجه اهل سوئد بود.
وی در مسابقات کشوری و بین‌المللی در مجموع برندهٔ ۱ مدال برنز شده‌است.